# 霍夫默勒图

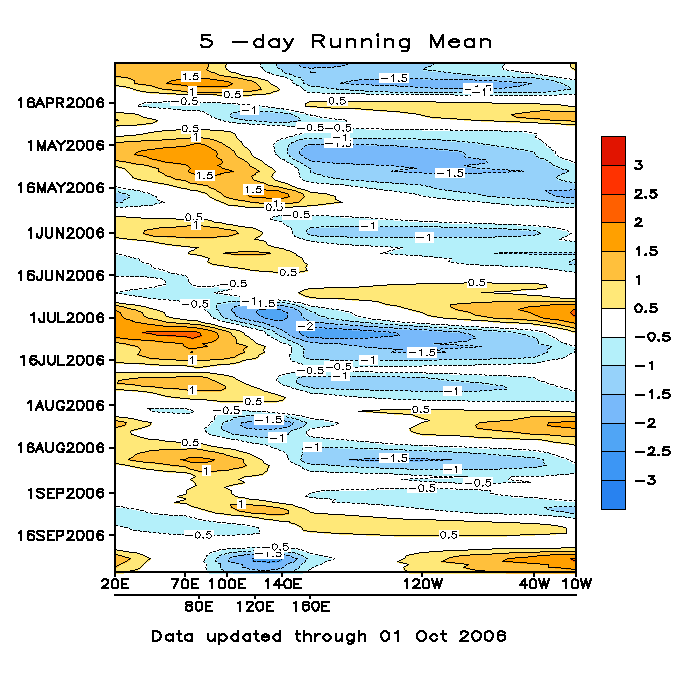
用来展现马登－朱利安振荡的五日移动平均地球长波辐射的霍夫默勒图

霍夫默勒图（英語：Hovmöller diagram）是气象学中用于描述波运动的一种常见绘图方法，其横坐标一般为经度或纬度，纵坐标一般则为时间，并通过颜色或阴影表示某个场的数值。此外，有时也会使用霍夫默勒图来表示大气或海洋中某个标量（如温度、密度、浓度等）的垂直分布。此时，一般以时间为横坐标，以垂直位置为纵坐标。
霍夫默勒图是丹麦气象学家埃内斯特·阿博·霍夫默勒（Ernest Aabo Hovmöller）于1949年发明的。